# Transgène
Pour les articles homonymes, voir Transgène (homonymie).
Un transgène est la séquence isolée d'un gène, transférée d'un organisme à un autre, lors de la mise en œuvre de la transgenèse. Cette modification peut altérer le comportement génétique de l'organisme (p. ex. production d'une nouvelle protéine). En agronomie, on parle de gène d’intérêt permettant de faire exprimer à un organisme un caractère choisi ; par exemple, on peut chercher à rendre une plante résistante à un antibiotique ou à augmenter sa teneur en vitamines.
Souvent, mais pas toujours, le transgène provient d'une espèce différente de celle du receveur.
En 1982, le premier animal transgénique est une souris dans laquelle on a un introduit le gène codant l'hormone de croissance du rat sous le contrôle d'un promoteur activé par le zinc. Les souris transgéniques sont devenues plus grosses que les souris normales.